# HIV Drug Resistance Database
HIV Drug Resistance Database, noto anche come Stanford HIV RT and Protease Sequence Database, è un database presso la Università di Stanford che segue 93 mutazioni comuni dell'HIV. È stato ricompilato nel 2008 che elenca 93 mutazioni comuni, dopo la sua compilazione iniziale di mutazioni nel 2007 di 80 mutazioni. L'ultima lista utilizza dati provenienti da altri laboratori in Europa, Canada e Stati Uniti, tra cui più di 15.000 sequenze di individui non trattati.